# Mario Party-e
Mario Party-e is een kaartspel, optioneel voor de e-Reader, uitgebracht op 7 februari 2003 in de Verenigde Staten. Het spel is een spin-off van de Mario Party-serie en de speler dient drie supersterkleren te verzamelen om zich uiteindelijk tot superster te bekronen.